# Masacrele de la Aita Seacă (1944)
Masacrele de la Aita Seacă au reprezentat două evenimente petrecute la 4 și respectiv 26 septembrie 1944 în satul Aita Seacă din comuna Bățani din zona secuiască a Ardealului de Nord. În cursul acestora, un număr încă neidentificat (aflat între 13 – cel mai probabil și 100) de militari români, izolați și aflați în retragere dezorganizată, au fost uciși în data de 4 septembrie și respectiv un număr de 14 etnici maghiari au fost uciși ulterior, în 26 septembrie.
Dacă responabilitatea primului incident a revenit populației locale, responsabilitatea celui de-al doilea a revenit paramilitarilor Regimentului de Voluntari Ardeleni „Iuliu Maniu”. Alți 80 de etnici maghiari luați din localitate și internați în lagărul de la Feldioara, au decedat acolo.

## Incidentele din 4 septembrie 1944
Pe 4 septembrie 1944, mai mulți localnici maghiari din Aita Seaca au capturat un număr rămas necunoscut de militari români, pe care i-au torturat și ucis. În privința numărului exact al militarilor români uciși, martorii și cercetătorii vehiculează cifre cuprinse între 13 si 100.

## Incidentele din 26 septembrie 1944
La 26 septembrie 1944, pe fondul unei slabe prezențe a administrației române în zonă, în Aita Seacă a venit Gavril Olteanu, comandantul Batalionul de voluntari „Brașov” din cadrul Regimentului de Voluntari Ardeleni „Iuliu Maniu”.
„La cererea românilor din Aita Seacă am mers cu o companie la fața locului, deoarece nu vroiam să las necurmate infracțiunile descrise. Am descoperit vreo optsprezece violări grave ale legii și am mai putut constata încă opt-zece. (...) A fost rănit un ofițer român, atacat de către frații Naghi [Nagy], și dus de către ordonanța sa la locul de prim-ajutor; unul dintre ei l-a omorât pe ofițer cu toporul: mai întâi i-a spart tibia, apoi i-a ciopârțit trupul, iar în sfârșit i-a aplicat o lovitură cu baltagul în cap. Asupra corpului neînsuflețit și ciopârțit în întregime s-a năpustit o femeie de șaptezeci de ani, care a pus degetul cu verighetă al ofițerului pe o piatră, i-a tăiat degetul și i-a furat verigheta. (...) Celălalt dintre frații Naghi [Nagy] a lovit ordonanța cu sapa în ceafă, acesta prăbușindu-se mort pe loc. (...) Le-am aplicat pedeapsa cu același topor cu care au săvârșit crima.(Gavril Olteanu-Epistola către Maniu datată august 1945)”
Ca represalii pentru omorârea militarilor români, Gavril Olteanu a efectuat o anchetă sumară asupra celor petrecute la 4 septembrie și a dispus executarea a 11 etnici maghiari (nouă prin împușcare și doi prin decapitare. Alți 2 răniți atunci, au decedat ulterior). După brutala execuție (victimele având vârste cuprinse între 16 și 65 de ani), localitatea a fost jefuită. Regimentul de Voluntari Ardeleni „Iuliu Maniu” a mai întreprins acțiuni similare în județele Bihor, Cluj și Sălaj.

## Efecte
Procesul împotriva organizației a început la Brașov, de unde a fost mutat la Craiova. Din cele aproximativ 200 de persoane judecate, 10-15 au fost membri ai organizației. Varianta descrisa de Olteanu în epistola către Maniu datată august 1945 a fost susținută în fața completului de judecată de voluntarii care-l însoțiseră și de localnicii de etnie română din Aita Seacă, care au depus mărturie. Lajos Nagy, localnic maghiar din Aita Seacă, a susținut o variantă diferită în cursul anchetei. Pierderile mari suferite de trupele române trebuiau justificate cumva  în fața comandamentului militar superior: în felul acesta ar fi putut să apară acuzația că germanii ar fi fost ajutați de secuii din localitate, iar răniții din rândul românilor ar fi fost omorâți cu brutalitate. Așadar, Aita Seacă trebuia etichetat drept „sat partizan” și pedepsit. La 25 septembrie, la chemarea unor români din localitate (care au avut „de plătit o datorie” față de câțiva consăteni secui), Olteanu și tovarășii lui nu s-au dus în sat pentru a face dreptate, ci au ajutat doar la o răfuială personală premeditată.. Gavrilă Olteanu nu a fost condamnat pentru evenimentele de la Aita Seacă, dosarul fiind clasat.

## In memoriam
În 4 septembrie 2004, la 60 de ani de la evenimente, în curtea bisericii ortodoxe din Aita Seacă, au fost reînhumate osemintele ostașilor români uciși în urmă cu 60 de ani la Aita Seacă, ca efect al inițiativei Episcopiei Ortodoxe a Covasnei și Harghitei, prin intermediul Protopopiatului Ortodox din Sf. Gheorghe și a Centrului Eclesiastic de Documentare „Mitropolit Nicolae Colan”, cu sprijinul Garnizoanei militare Sf. Gheorghe, a autorităților publice și a societății civile din județul Covasna.
O cruce de marmură a fost pusă la căpătâiul ostașilor români, cu următoarul înscris „În memoria ostașilor români căzuți la Aita-Seacă în septembrie 1944”, la care este adăugată mențiunea: „Tot aici sunt așezate rămășițele pământești ale unui ostaș german”. Toate obiectele personale găsite la exhumare, în septembrie 2004, în groapa comună, asupra ostașilor români și a ofițerului german, se află în păstrare la Muzeul Național al Carpaților Răsăriteni din Sfântu Gheorghe.